# Youri Kasparov
Pour les articles homonymes, voir Kasparov.
 (novembre 2012).
Si vous disposez d'ouvrages ou d'articles de référence ou si vous connaissez des sites web de qualité traitant du thème abordé ici, merci de compléter l'article en donnant les références utiles à sa vérifiabilité et en les liant à la section « Notes et références ».
Youri Sergueïevitch Kasparov (en russe : Юрий Серге́евич Каспа́ров), né le 8 juin 1955 à Moscou, est un compositeur russe d'origine arménienne, ancien élève et professeur de musique au Conservatoire Tchaïkovski de Moscou où il a étudié avec Edison Denisov. Sous le patronage de Denisov, il fonde l'Ensemble de musique contemporaine de Moscou.
Youri Kasparov est le président de la section russe de la Société internationale pour la musique contemporaine.